# Desem

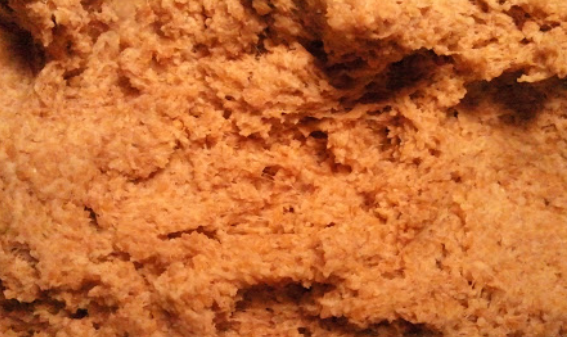
Le desem.

Le desem (du néerlandais, « agent levant »), est un démarreur de levain fait à partir de la farine et de l'eau, inoculées par les levures et les bactéries sauvages. 
Le démarreur est cultivé dans un lit de farine de blé entière jusqu'à ce qu'il atteigne la maturité suffisante. Du pain de desem fait à partir d'un desem mûr est caractérisé par une élévation forte et un goût léger et savoureux, légèrement aigre.